# Kryzys gdański (1932)

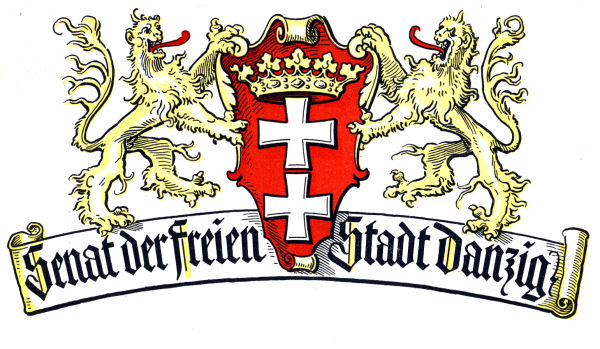
Jednostronne wypowiedzenie przez Senat Wolnego Miasta Gdańska umowy o prawie do stacjonowaniu w porcie gdańskim polskich okrętów wojennych było przyczyną kryzysu w stosunkach pomiędzy władzami II Rzeczypospolitej i władzami Wolnego Miasta.

Kryzys gdański 1932 − konflikt pomiędzy II Rzeczpospolitą a Wolnym Miastem Gdańsk, dotyczący prawa stacjonowania okrętów Marynarki Wojennej II RP w porcie gdańskim oraz prawa reprezentowania Wolnego Miasta na arenie międzynarodowej przez II RP, do którego doszło w 1932 roku. Kulminacja kryzysu miała miejsce 14 czerwca 1932 roku, gdy niszczyciel polski ORP „Wicher” wszedł do portu gdańskiego, aby powitać przybywający z kurtuazyjną wizytą zespół okrętów Royal Navy, wymuszając respektowanie przez władze Wolnego Miasta praw II RP względem Wolnego Miasta. Skutkiem manifestacji zbrojnej było odnowienie dwustronnej umowy o korzystaniu z portu gdańskiego przez okręty polskie oraz, w polityce wewnętrznej II RP, zmiana stosunku decydentów politycznych co do znaczenia Marynarki Wojennej i zwiększenie funduszy na nią przeznaczanych.

## Przyczyny
Choć traktat wersalski przyznawał Polsce dostęp do Morza Bałtyckiego, to jednak na przyznanym odcinku wybrzeża nie znajdowała się odpowiednia infrastruktura portowa (jedynie dwa małe, rybackie porty w Pucku i Helu). Ponieważ zarazem usankcjonowano posiadanie przez Rzeczpospolitą Marynarki Wojennej (zob. Historia Marynarki Wojennej), czego wyrazem było m.in. wydzielenie dla Polski grupy torpedowców z byłej Kaiserliche Marine, powstała kwestia, gdzie te okręty mają bazować. Jedynym portem, który zapewnić mógł odpowiednią infrastrukturę był port gdański, jednak Gdańsk, mocą postanowień traktatu wersalskiego, został ustanowiony wolnym miastem, nie włączonym w granice odrodzonego państwa polskiego. Ponadto jego konstytucja stwierdzała, że na terenie Wolnego Miasta nie może znajdować się żadna baza wojenna. W tej sytuacji Rada Ligi Narodów zasugerowała korzystanie przez polskie okręty z portu gdańskiego jako „port d’attache”: z prawem stacjonowania, bez prawa ustanowienia stałej bazy (a więc budowy składów materiałów wojennych i uzbrojenia, stoczni wojennych etc.). Aby uregulować sytuację prawną, władze RP i Wolnego Miasta zawarły 8 października 1921 roku porozumienie, przyznające prawo do korzystania z portu gdańskiego przez okręty MW RP jako portu macierzystego („port d’attache”) przez okres trzech lat, z możliwością przedłużenia. Było to jednak rozwiązanie połowiczne, nie do końca rozwiązujące problemy bazowania okrętów MW – na jego mocy okręty MW w latach 20. wielokrotnie zimowały w Gdańsku, dokonywały zakupów materiałów eksploatacyjnych i napraw w miejscowej stoczni.
Porozumienia międzynarodowe (Konwencja paryska z 1920 roku)  przyznawał też Polsce prerogatywy w zakresie prowadzenia polityki zagranicznej Wolnego Miasta i reprezentowania go na arenie międzynarodowej.
W marcu 1931 roku senat Wolnego Miasta Gdańska jednostronnie wymówił umowę o korzystaniu przez polskie okręty z gdańskiego portu jako port d’attache. Rada Ligi Narodów 19 września 1931 roku przekazała sprawę do rozpatrzenia Stałemu Trybunałowi Sprawiedliwości Międzynarodowej w Hadze, który 11 grudnia stwierdził, że dotychczasowe umowy nie stanowią podstawy do stacjonowania okrętów MW w Gdańsku. Protest władz polskich do Rady Ligi Narodów został odrzucony, jednocześnie zalecono, by władze Rzeczypospolitej i Wolnego Miasta uregulowały tę sprawę bezpośrednio między sobą. 1 maja 1932 roku Senat Wolnego Miasta, wykorzystując to orzeczenie, wprowadził nowe przepisy portowe, zgodnie z którymi okręty polskie miały być traktowane tak samo, jak okręty innych państw, tj. ich wejście do portu gdańskiego możliwe byłoby tylko po uzyskaniu zgody Senatu WM. Sprawa stanęła na ostrzu noża w 1932 roku, wobec zaplanowanej na czerwiec tego roku wizyty zespołu niszczycieli Royal Navy w Gdańsku.

## Przebieg

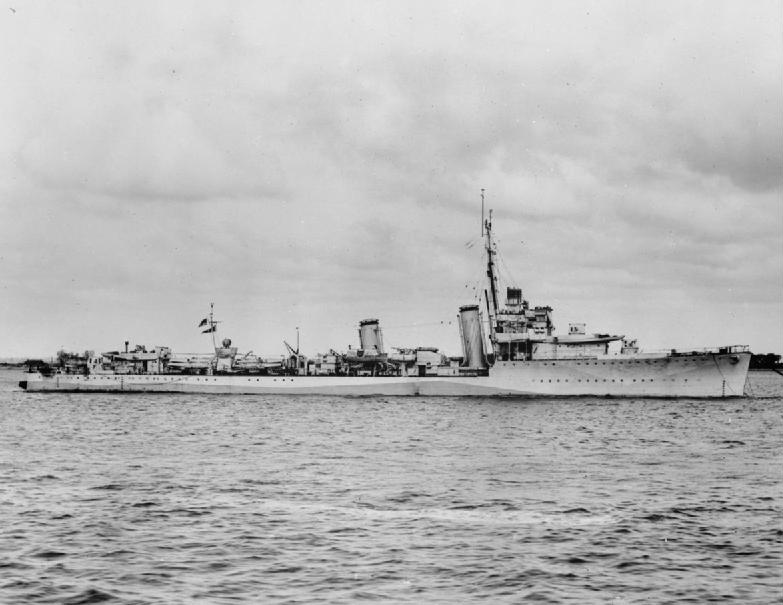
Lider flotylli HMS „Campbell” był okrętem flagowym kmdr. Pridhama-Wippella podczas wizyty w Wolnym Mieście Gdańsk w 1932 roku, która stała się katalizatorem kryzysu.

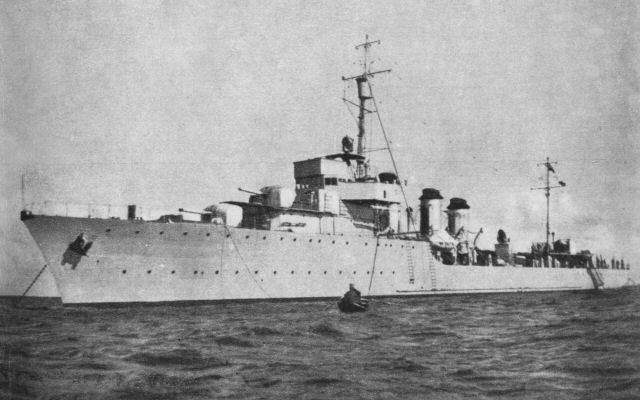
Wizyta ORP „Wicher” w Gdańsku była manifestacją siły władz II RP i przyczyniła się do rozstrzygnięcia sporu o prawo stacjonowania okrętów Marynarki Wojennej RP w gdańskim porcie.

Marszałek Józef Piłsudski, po sugestii wiceministra spraw zagranicznych Józefa Becka, postanowił wykorzystać wizytę brytyjskich niszczycieli w Gdańsku dla zamanifestowania i wyegzekwowania praw Polski wobec Wolnego Miasta poprzez demonstrację siły. Na odprawie z udziałem dowódcy Floty, kmdr. Józefa Unruga i dowódcy ORP „Wicher” kmdr. por. Tadeusza Podjazd-Morgensterna zdecydowano, że „Wicher” miał reprezentować Polskę jako gospodarza i przywitać gości oficjalnie, zależnie od okoliczności – na redzie portu gdańskiego lub w samym porcie. Dowódca okrętu, kmdr por. Podjazd-Morgenstern, otrzymał rozkazy, by w razie utrudnień ze strony władz Wolnego Miasta reagować natychmiast i stanowczo, z użyciem wszelkich środków – w tym broni palnej, a w razie obrazy polskiej bandery przez władze Wolnego Miasta ostrzelać najbliższy budynek należący do jakiegokolwiek urzędu gdańskiego. Popołudniem 14 czerwca 1932 roku ORP „Wicher” wpłynął na redę gdańskiego portu. Ponieważ zespół brytyjski, w składzie HMSS „Campbell”, „Westminster”, „Walpole” i „Vidette” pod dowództwem kmdr. H.D. Pridhama-Wippella, przybył już po zachodzie słońca i napięty grafik wizyty uniemożliwiał dokonanie planowanych kurtuazyjnych, wzajemnych wizyt na pokładach okrętów przed spotkaniem z gdańskim magistratem (jak wynikało z ustaleń polskiego oficera komplementacyjnego), dowódca „Wichra” zdecydował o wejściu do portu gdańskiego, by tam powitać gości. Władze Wolnego Miasta zostały o tym powiadomione przez generalnego komisarza RP w Wolnym Mieście, ministra Kazimierza Papée. 15 czerwca około godziny 9:30 brytyjski zespół wraz z ORP "Wicher" wszedł do portu. Pomimo oficjalnych protestów senatu Wolnego Miasta, polski niszczyciel stał zacumowany przy nabrzeżu aż do godzin popołudniowych. Kmdr. Podjazd-Morgenstern, jako młodszy stopniem, pierwszy złożył wizytę na flagowym HMS „Campbell”, a o 15:00 dowódca brytyjskiej flotylli kmdr Henry Daniel Pridham-Wippell (późniejszy admirał) złożył dwudziestominutową rewizytę na "Wichrze". Po jej zakończeniu okręt odcumował i opuścił port. Władze Gdańska nie poważyły się na obrazę bandery, więc nie zaszła konieczność użycia siły.

## Skutki
Manifestacja zbrojna okazana przez stronę polską spowodowała zmianę stanowiska gdańszczan, którzy 13 sierpnia odnowili układ o używaniu gdańskiego portu przez okręty RP. Protokół ten nie zawierał już określania „port d’attache”, uregulowano w nim wzajemne prawa i obowiązki w korzystaniu z gdańskiego portu przez okręty RP.
Jest to jedyny w nowoczesnej historii Polski przykład wykorzystania przez MSZ okrętu Marynarki Wojennej jako tymczasowego, zewnętrznego organu państwa, w celu prowadzenia dyplomacji morskiej (definiowanej jako operacje wojskowe inne niż wojna, umożliwiające kontynuowanie polityki za pomocą innych środków).
Misja „Wichra” wpłynęła też na stosunek władz RP do Marynarki Wojennej. Decydenci II RP, w tym głównie marszałek Józef Piłsudski, pełniący obowiązki Generalnego Inspektora Sił Zbrojnych, przez długi czas po odzyskaniu niepodległości pozostawali sceptyczni wobec znaczenia posiadania przez Polskę silnej Marynarki Wojennej, czego skutkiem był trudności w przekazywaniu funduszy z budżetu Ministerstwa Spraw Wojskowych na rozwój tego elementu sił zbrojnych. Rola, jaką w rozwiązaniu kryzysu odegrał ORP „Wicher”, była jednym z czynników, które przekonały Marszałka do zmiany stanowiska i zwiększenia nakładów na rozwój floty, czego wyrazem było wyrażenie zgody na zakupy i budowę kolejnych okrętów dla MW: m.in. niszczycieli typu Grom i okrętów podwodnych typu Orzeł oraz, w dalszej perspektywie, przyjęcia tzw. sześcioletniego planu rozbudowy floty.